# 金黄白粉菌
金黄白粉菌（学名：Erysiphe aurea）是属于白粉菌目白粉菌科白粉菌属的一种真菌，寄生在补血草上。该种分布于中国。